# Krempel (Konzertlokal)

Konzert im Krempel

Der Krempel ist ein Konzertlokal in Buchs und gehört zu den führenden Auftrittsorten in der Ostschweiz.
Die Räumlichkeiten befinden sich in der Krempelei einer ehemaligen Teppichfabrik, welche seit Anfang 2002 gemietet werden. Nach einer Umbauphase im ersten Sommer wurde das Lokal mit einem grossen Konzertsaal und einer erhöhten Galerie eröffnet. Im Sommer 2007 wurde der Eingangsbereich neu gestaltet und somit abtrennbare Räume geschaffen. Der Krempel wird als Auftrittsort für Konzerte genutzt, führt eine Bar und wird für Konferenzen verwendet. Betrieben wird der Krempel von einem gemeinnützigen Verein und ist finanziell selbsttragend.
Das Erscheinungsbild des Clubs ist ein Stern mit einem eingeklappten Zacken. 